# Gépidas
Os gépidas (em latim: Gepidae; em grego antigo: Γήπαιδες, romanizado como Gḗpaides) foram uma tribo germânica do leste europeu, que viveu na região onde hoje estão a Romênia, a Hungria e a Sérvia, aproximadamente entre os rios Tisza, Sava e as Montanhas dos Cárpatos. Diz-se que compartilhavam a língua e a religião dos godos e dos vândalos.
A primeira menção aos gépidas em fontes romanas data do século III. No século IV, eles foram incorporados ao Império Huno, no qual desempenharam um papel importante. Após a morte de Átila, em 453, os gépidas, liderados por Ardarico, uniram outros povos anteriormente submetidos ao império e derrotaram os filhos de Átila e seus aliados na Batalha do Nedao, em 454.
Com essa vitória, os gépidas e seus aliados fundaram reinos na região do Médio Danúbio, próxima ao Império Romano. O reino gépida foi um dos mais relevantes e duradouros, tendo Sírmio como seu centro, sendo às vezes chamado de Gepídia. O reino abrangia grande parte da antiga província romana da Dácia, ao norte do Danúbio, e, ao contrário de outros reinos da região, manteve-se relativamente distante de Roma em termos de alianças e conflitos.
Um século depois, em 567, os gépidas foram derrotados pelos lombardos e pelos ávaros, com o Império Bizantino (Constantinopla) lhes recusando apoio. Após essa derrota, alguns gépidas uniram-se aos lombardos na subsequente conquista da Itália, enquanto outros se estabeleceram em territórios romanos ou permaneceram na antiga região do reino, mesmo após sua conquista pelos ávaros.
Poucos sítios arqueológicos podem ser atribuídos com certeza aos gépidas. Após se estabelecerem na Bacia dos Cárpatos, a população gépida concentrou-se principalmente nas áreas dos rios Someș e Körös. Contudo, os gépidas não se misturaram significativamente com outras nações ao longo de sua história. Apesar de sua derrota, os gépidas desempenharam um papel significativo no cenário político da Europa Oriental durante o período pós-Império Huno, deixando marcas importantes na história da região.

## Origem do nome
O nome gépidas aparece em várias formas nas fontes latinas antigas, geralmente com a consoante "p", mas variando nas vogais: Gepidae, Gipidae, Gipedae, Gipides. De maneira semelhante, Procópio de Cesareia, escrevendo em grego, utiliza o termo γηπαιδ- (Giped- em transliteração). Apesar dessas variações, acredita-se que os gépidas sejam os mesmos mencionados nas obras anglo-saxônicas Widsith e Beowulf como Gifðas ou Gefþas. Essas formas em inglês antigo são consideradas equivalentes etimológicas ao termo latino Gepidae e não derivam diretamente dele.
O historiador Walter Goffart questionou essa associação, afirmando que "não existem argumentos sólidos que sustentem essa identificação". No entanto, linguistas sugerem que o "p" nas formas latinas e gregas poderia ser um apelido pejorativo dado pelos godos aos gépidas. Além das palavras em inglês antigo, há evidências toponímicas na Itália e uma forma genitiva plural latina medieval, Gebodorum, que indicam que o som original poderia ser uma fricativa próxima ao "b". Com base nisso, muitos linguistas reconstruíram a forma germânica original como Gíbidoz, derivada do verbo germânico para "dar" (geben em alemão, geven em holandês, e give em inglês), sugerindo que os gépidas se autodenominavam "os generosos", "os recompensados" ou "os dotados".
A ideia moderna de que o nome gépidas tinha uma conotação insultuosa vem de Jordanes, um historiador do século VI. Em sua obra Getica, sobre a origem dos godos, ele afirmou que o nome derivava de gepanta, um insulto gótico que significa "lento" ou "preguiçoso" (pigra em latim). Segundo ele, os gépidas receberam esse nome por terem ficado para trás durante uma migração dos godos ocorrida mais de mil anos antes.
Por outro lado, Isidoro de Sevilha, em suas Etimologias, interpretou a segunda parte do nome (pedes, em latim, que significa "pés") como uma referência ao fato de os gépidas lutarem a pé (pedestri), ao contrário de outros povos que usavam cavalos. Já o Etymologicum Magnum, um compêndio bizantino do século XII, conectou o nome gépidas à palavra grega para crianças (παῖδες, paides), sugerindo que os gépidas seriam "crianças dos godos" (Γητίπαιδες, Getípaides), associando-os aos getas, um povo frequentemente confundido com os godos.
O Tabula Peutingeriana, um mapa do século IV, menciona um povo chamado pitos (Piti) próximo a Porolisso, uma região na Dácia romana. Há debates entre historiadores sobre se essa referência seria uma distorção do nome dos gépidas.

## Língua
Há poucas evidências diretas sobre a língua original dos gépidas, mas é provável que tivessem uma cultura gótica no período em que os romanos os descreveram. É muito provável que os gépidas usassem a mesma língua que os godos, embora em um dialeto diferente. Suas relações políticas com povos relacionados, como godos e vândalos, eram frequentemente tensas.
O cronista bizantino do século VI, Procópio de Cesareia, em sua obra Guerras de Justiniano, incluiu os gépidas entre os "povos góticos", junto com os vândalos, visigodos e os próprios godos. Ele observou que esses povos compartilhavam a mesma língua, além de características físicas semelhantes (pele clara e cabelos loiros) e uma forma comum de cristianismo, o arianismo.

## Origem dos gépidas
As informações sobre as origens dos gépidas vêm de "lendas góticas maliciosas e confusas", registradas na Gética de Jordanes por volta do ano 550. Segundo o relato de Jordanes, a ilha de "Escandza", que os estudiosos modernos associam à Suécia, foi o lar original dos ancestrais dos godos e dos gépidas. Eles teriam deixando a Escandza em em três barcos, liderados por Berigo, o lendário rei dos godos.
De acordo com Jordanes, os ancestrais dos gépidas viajaram no último dos três barcos, o que os tornou motivo de zombaria por parte de seus companheiros, que os chamaram de gepanta, termo que significa "lentos e apáticos". Após a migração, godos e gépidas se estabeleceram na margem sul do Mar Báltico, em uma ilha próxima à foz do rio Vístula. Essa região foi chamada por Jordanes de Gepedoius, ou "os prados férteis dos gépidas".
Os historiadores modernos debatem se essa parte da obra de Jordanes, que descreve a migração de Escandza, foi baseada parcialmente em tradições orais góticas ou se é uma "invenção não histórica".
Na Gética, Jordanes escreveu:
| “ | Se você perguntar como os [godos] e os gépidas são parentes, posso lhe dizer em poucas palavras. Você certamente se lembra de que, no início, eu disse que os godos partiram do seio da ilha de Escandza com Berig, seu rei, navegando em apenas três navios rumo à costa do Oceano, chamada Gotiscandza. Um desses três navios era mais lento que os outros, como costuma acontecer, e assim dizem que deu nome à tribo, pois em sua língua *gepanta* significa lento. Com o tempo, e por corrupção, o nome Gepidae foi cunhado como forma de insulto. Sem dúvida, eles também traçam sua origem a partir da linhagem dos godos, mas, como mencionei, "gepanta" significa algo lento e apático, e assim surgiu a palavra Gepidae como um apelido depreciativo. | ” |

Ainda segundo Jordanes, os gépidas decidiram deixar Gepedoius durante o reinado de um rei chamado Fastida. Ele afirmou que os gépidas migraram para o sul muito tempo após os godos já terem se estabelecido. Durante essa migração, os gépidas derrotaram os burgúndios e outros povos, mas isso acabou provocando os godos.
Fastida exigiu terras de Ostrogoda, rei dos visigodos, alegando que o território dos gépidas era limitado por "montanhas acidentadas e florestas densas". Ostrogoda recusou, e os gépidas entraram em batalha com os godos "perto da cidade de Galtis, onde o rio Auha corre". A luta continuou até o cair da noite, quando Fastida e os gépidas se retiraram e voltaram para seu território. Ainda há debate entre os historiadores sobre se os gépidas continuavam vivendo ao redor do rio Vístula nessa época ou se já haviam conquistado a Galícia.

## Antes dos hunos
Os gépidas foram descritos pelo historiador Malcolm Todd como "o mais obscuro de todos os principais povos germânicos do período das migrações". Nem Tácito nem Ptolomeu mencionaram os gépidas em suas detalhadas listas de "bárbaros" dos séculos I e II. Eles aparecem apenas no final do século III, já vivendo na região onde permaneceram durante o restante de sua história conhecida.
Segundo uma interpretação comum, embora considerada pouco confiável, da História Augusta do imperador Cláudio Gótico, os gépidas estavam entre os povos "citas" conquistados pelo imperador quando ele recebeu o título de "Gothicus". O texto menciona vários grupos: "peuci trutungi austorgoti uirtingi sigy pedes celtae etiam eruli". Modernamente, estudiosos reconstroem essa lista para incluir povos mais conhecidos, como "Peuci, Grutungi, Austrogoti, Tervingi, Visi, Gipedes, Celtae etiam et Eruli". O mesmo texto afirma que o imperador Probo, que governou entre 276 e 282, realocou prisioneiros de guerra gépidas, vândalos e grutungos no Império Romano, na região dos Bálcãs.
No 11º Panegírico ao imperador Maximiano, apresentado em Trier em 291, os gépidas são mencionados ao lado dos vândalos em uma batalha fora do território imperial. Nesse conflito, eles foram atacados pelos taifalos e por uma "parte" dos godos. Outra facção dos godos havia derrotado os burgúndios, que eram apoiados pelos tervíngios e pelos alamanos. No entanto, os gépidas estavam "suficientemente distantes da fronteira imperial" para não serem incluídos na Lista de Verona (lista de províncias romanas na época de Diocleciano (284-305)) nem nas histórias de Amiano Marcelino ou Paulo Orósio.
Historiadores modernos que abordam a história inicial dos gepidas frequentemente utilizam uma "argumentação mista", combinando o relato de Jordanes com descobertas arqueológicas. O historiador István Bóna, por exemplo, sugere que a batalha mencionada no panegírico ao imperador Maximiano, por volta de 290, ocorreu na antiga província romana da Dácia e a associa ao confronto mencionado por Jordanes, envolvendo o rei Fastida. Já o arqueólogo Kurdt Horedt também liga a batalha a Fastida, mas propõe que ela aconteceu a leste dos Montes Cárpatos, entre 248 e antes da retirada romana da Dácia, no início da década de 270. Walter Pohl, por sua vez, acredita que o conflito ocorreu entre 248 e 291, dentro ou fora da curva dos Cárpatos, mas sempre na região da antiga província romana da Dácia, na Transilvânia.
A história dos gépidas no século IV é desconhecida, pois não há fontes escritas que os mencionem nesse período. O silêncio das fontes romanas sugere que seu território não fazia fronteira direta com o Império Romano. Com base na referência de Jordanes às "montanhas escarpadas" da terra dos gépidas, historiadores situam seu território próximo aos Cárpatos, ao longo dos cursos superiores dos rios Tisza ou Dniestre, no final do século III. A data exata de sua chegada à Bacia dos Cárpatos não pode ser determinada com precisão. István Bóna argumenta que eles já estavam presentes na região nordeste na década de 260, enquanto Coriolan H. Opreanu sugere que chegaram por volta de 300. Eszter Istvánovits e Valéria Kulcsár, por outro lado, afirmam que não há evidências arqueológicas da presença gépida antes de aproximadamente 350.
Túmulos do século IV contendo espadas, lanças e escudos com partes de ferro foram descobertos em cemitérios entre os rios Tisza e Körös (localizados no nordeste da Hungria e noroeste da Romênia atualmente). Muitos estudiosos, como Kurdt Horedt, István Bóna e Coriolan H. Opreanu, atribuem esses túmulos a guerreiros gépidas. Túmulos femininos nos mesmos cemitérios revelaram artefatos como fechos de bronze e prata, pentes de osso e fíbulas, semelhantes aos encontrados nos cemitérios da cultura Sântana de Mureș-Chernyakhov.
István Bóna observa que a disseminação desses cemitérios indica que os gépidas subjugaram os victúfalos, um povo germânico que anteriormente habitava a mesma região, antes de expandir seu território em direção ao rio Mureș, no meio do século IV.

## Sob domínio huno
Um grande grupo de povos diversos da região do Médio Danúbio cruzou o rio Reno e invadiu o Império Romano em 405 ou 406. Embora a maioria das fontes da época mencione apenas os vândalos, alanos e suevos como invasores, São Jerônimo, que vivia em Belém nesse período, também incluiu os gépidas entre os participantes da invasão. Segundo uma teoria acadêmica, a migração dos Hunos em direção ao oeste forçou essas tribos a fugirem da Bacia dos Cárpatos em busca de refúgio no Império Romano. Seja qual for a sequência exata dos eventos, a região do Médio Danúbio acabou sendo dominada por povos vindos do leste, associados aos godos e hunos.
Jordanes relata que Torismundo, rei dos Ostrogodos, que estava sob o domínio dos Hunos, “conquistou uma grande vitória sobre” os gépidas, mas morreu na batalha. Esse relato sugere que os gépidas foram obrigados a aceitar a supremacia dos Ostrogodos dentro do emergente Império Huno. Um tesouro de joias de ouro, encontrado em Șimleu Silvaniei, foi provavelmente escondido nas primeiras décadas do século V, em meio aos conflitos que levaram à submissão dos gépidas aos hunos.
Nas décadas seguintes, os guerreiros gépidas lutaram ao lado dos hunos. Jordanes descreve como Átila, o Huno, tinha grande apreço por Ardarico, rei dos gépidas, e Valamiro, rei dos Ostrogodos, considerando-os acima de todos os outros líderes subordinados. No entanto, estudiosos como Goffart sugerem que evidências dispersas indicam que Ardarico e os gépidas podem ter desempenhado um papel ainda mais significativo do que os ostrogodos sob Átila.
A participação dos Gépidas nas campanhas dos Hunos contra o Império Romano trouxe a eles grandes saques, permitindo o desenvolvimento de uma aristocracia gépida rica. Isso é evidenciado por túmulos isolados de mulheres aristocráticas do século V, que usavam joias luxuosas, como pesadas fíbulas de prata, colares de contas, braceletes de prata, grandes brincos de ouro e fechos de prata em suas roupas e cintos. No campo de batalha, os Gépidas formaram o flanco direito do exército de Átila na Batalha dos Campos Cataláunicos em 451. Antes do confronto principal, os gépidas enfrentaram os Francos – que lutavam pelos romanos – em uma batalha feroz, deixando cerca de 15 mil mortos de ambos os lados.
A morte inesperada de Átila em 453 desencadeou conflitos entre seus filhos, levando a uma guerra civil que deu aos povos submetidos a chance de se rebelarem. Jordanes relata que Ardarico, rei dos gépidas, foi o primeiro a se levantar contra os hunos, indignado com o tratamento das nações como escravos. A batalha decisiva ocorreu às margens do rio Nedao (local não identificado) em 454 ou 455. Nessa batalha, o exército unido de gépidas, rúgios, sármatas e suevos derrotou os hunos e seus aliados, incluindo os ostrogodos.
Os Gépidas emergiram como líderes entre os antigos aliados de Átila, estabelecendo um dos maiores e mais independentes reinos da época, garantindo uma posição de destaque que sustentaria seu reino por mais de um século.

## Reino dos Gépidas

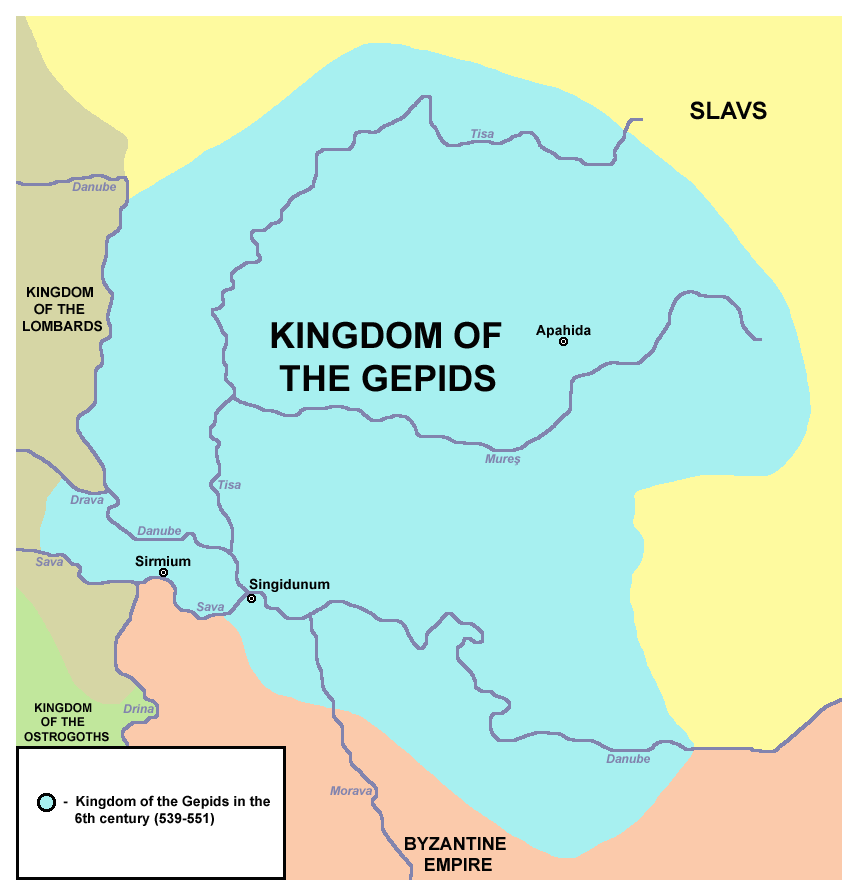
A Gepidia em sua maior extensão territorial

Após a Batalha de Nedao, o Império Huno se desintegrou, e os gépidas se tornaram a principal potência nas regiões orientais da Bacia dos Cárpatos. De acordo com Jordanes, os gépidas, "com sua própria força, conquistaram o território dos hunos e governaram como vencedores em toda a Dácia, exigindo do Império Romano apenas paz e um presente anual". Após essa vitória, o imperador Marciano reconheceu oficialmente os gépidas como aliados do império, concedendo-lhes um subsídio anual de 100 libras de ouro. Os tesouros descobertos em Apahida e Someșeni, datados do final do século V, mostram que os governantes gépidas acumularam uma grande riqueza nessa época.
Os gépidas participaram de uma coalizão formada pelos suevos, scírios, sármatas e outros povos para enfrentar os ostrogodos, que haviam se estabelecido na Panônia. No entanto, os ostrogodos derrotaram as forças unidas de seus inimigos na Batalha de Bolia, em 469. Após a partida dos Ostrogodos da Panônia, em 473, os Gépidas tomaram Sírmio (atual Sremska Mitrovica, na Sérvia), uma cidade de grande importância estratégica na rota entre a Itália e Constantinopla.
Em 489, Traustila, rei dos gépidas, tentou impedir que os ostrogodos cruzassem o rio Vuka durante a campanha de Teodorico, o Grande, contra a Itália, mas seu exército foi derrotado. Os gépidas também perderam Sírmio para os Ostrogodos, segundo Walter Pohl. Mais tarde, o filho de Traustila, Trasarico, recuperou o controle de Sírmio, possivelmente sob a suserania ostrogoda.
Teodorico enviou o conde Pítzia em 504 para uma campanha contra os gépidas, que tentaram capturar Sírmio ou se libertar de sua autoridade. As tropas gépidas foram expulsas sem muita resistência. Por um tempo, os gépidas se afastaram da cidade e estabeleceram boas relações com os ostrogodos sob o rei Elemundo, o que atraiu parte dos Hérulos para buscar refúgio em gepídia, fugindo dos lombardos. Em troca dessa aliança, Vacão, rei dos lombardos, casou-se com a filha de Elemundo. Após a morte de Teodorico, em 526, os gépidas tentaram se aproveitar da situação invadindo a região de Sírmio em 528 ou 530, mas foram derrotados por Vitige.
O auge do poder dos Gépidas ocorreu após 537, quando se estabeleceram na região rica ao redor de Singiduno (atual Belgrado). Por um breve período, Sírmio foi o centro do Estado gépida, e o rei Cunimundo chegou a cunhar moedas de ouro na cidade. No entanto, a expansão dos gépidas irritou o imperador Justiniano I, que fez uma aliança com os Lombardos. Sob o comando do rei Alboíno, os Lombardos infligiram uma derrota desastrosa aos Gépidas em 552, na Batalha de Asfeld. Após a vitória, Alboíno transformou o crânio de Cunimundo em uma taça de beber, um ato que simbolizava sua vitória.
Em 539, enquanto grande parte do exército bizantino estava na Pérsia, os Gépidas e Hérulos saquearam a Mésia, matando o magister militum Calluc. Na mesma época, o rei franco Teodeberto I invadiu o norte da Itália. Jordanes descreve esses confrontos como os mais sangrentos desde os tempos de Átila, e os romanos foram forçados a pagar altos tributos e reconhecer novas zonas de ocupação gépida. Turisindo, o novo rei dos gépidas, tentou expulsar os lombardos da Panônia, e ambos os povos pediram ajuda aos bizantinos. Justiniano I enviou seu exército contra os gépidas, mas este foi derrotado pelos hérulos antes mesmo de chegar. Após um armistício de dois anos, Turisindo, sentindo-se traído, fez uma aliança com os Kutrigures, que devastaram a Mésia. Contudo, em 551, os exércitos lombardos e romanos uniram forças e derrotaram os gépidas. Durante a batalha, Alboíno, filho de Audoíno, matou Turismodo, filho de Turisindo.

### Lista conhecida de reis gépidas
- Fastida, c. 250
- Ardarico, c. 454
- Giesmo começo da década de 480
- Trapstila, c. 488
- Trasarico, c. 505
- Mundo, d. 536[69]
- Elemundo, ?–548
- Turisindo, 548–c.560
- Cunimundo, c.560–567

## Queda dos gépidas
Os gépidas foram finalmente derrotados pelos ávaros durante a guerra entre lombardos e gépidas, em 567. Muitos gépidas seguiram Alboíno para a Itália em 568, de acordo com Paulo, o Diácono, mas uma parte significativa permaneceu na região de seu antigo reino.
Em 630, Teofilato Simocata relatou que o exército bizantino invadiu o território dos ávaros e atacou uma celebração dos gépidas, capturando cerca de 30 mil deles (sem encontrar resistência dos ávaros).
Uma escavação às margens do rio Tisza, em Szolnok, revelou o túmulo de um nobre gépida da era ávara. Ele estava vestido com roupas germânicas tradicionais, mas também portava peças turco-ávaras, indicando uma mistura cultural. No século VIII, Paulo, o Diácono mencionou a existência de aldeias gépidas, búlgaras, sármatas, panônias, suevas e nóricas na Itália. No entanto, não está claro se ele se referia ao período em que vivia ou se apenas reutilizou informações de fontes mais antigas.

## Sítios arqueológicos

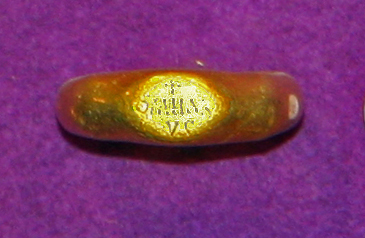
Anel de ouro com a inscrição Omharus encontrado na necrópole de Apahida

Numerosos sítios arqueológicos foram atribuídos aos gépidas. As primeiras escavações científicas em um local associado a eles foram realizadas por István Kovács, em Band, entre 1906 e 1907. No entanto, atribuir uma etnicidade específica a descobertas arqueológicas dessa época é um método complexo e frequentemente contestado.
A análise dos locais de sepultamento revela que túmulos de alto status, contendo bens valiosos, inicialmente se concentram no noroeste da Transilvânia (datados de meados e final do século V). Já nos cemitérios do século VI, a maioria se encontra na Planície Húngara. A classe alta da sociedade gépida tinha acesso a itens luxuosos como broches da Turíngia, contas de âmbar e fivelas de cinto escandinavas, especialmente evidentes nos túmulos femininos. Isso sugere relações próximas com a Escandinávia, Turíngia, Crimeia e a costa do mar Báltico.
Em Vlaha, no condado de Cluj, Romênia, foi descoberta uma necrópole em agosto de 2004, contendo mais de duzentos túmulos datados do século VI. Infelizmente, 85% dos túmulos foram saqueados no mesmo período. Entre os artefatos remanescentes, destacam-se peças de cerâmica, artigos de bronze e armamentos. Outra necrópole com achados ricos está localizada em Miercurea Sibiului, também na Romênia.

## Estudo genético
Um estudo realizado em 2022 revelou que, do ponto de vista matrilinear, a principal ancestralidade mitocondrial dos gépidas pertence a grupos do noroeste europeu, alinhando-se com dados históricos. Em particular, foi encontrada semelhança com populações associadas à cultura Wielbark e aos lombardos. Apenas uma linhagem asiática foi identificada, sugerindo que os gépidas não se misturaram significativamente com populações asiáticas no que diz respeito à linha materna. As amostras analisadas foram coletadas em três sítios diferentes: Carei-Bobald, Șardu e Vlaha, na Romênia.